# Iglesia de San Francisco Javier (Formentera)
La iglesia de San Francisco Javier es una iglesia fortaleza situada en San Francisco Javier, capital de la isla de Formentera, y dedicada en San Francisco Javier. Es una de las tres iglesias parroquiales de Formentera –junto con la de Sant Ferran de Ses Roques y la de Pilar de la Mola.

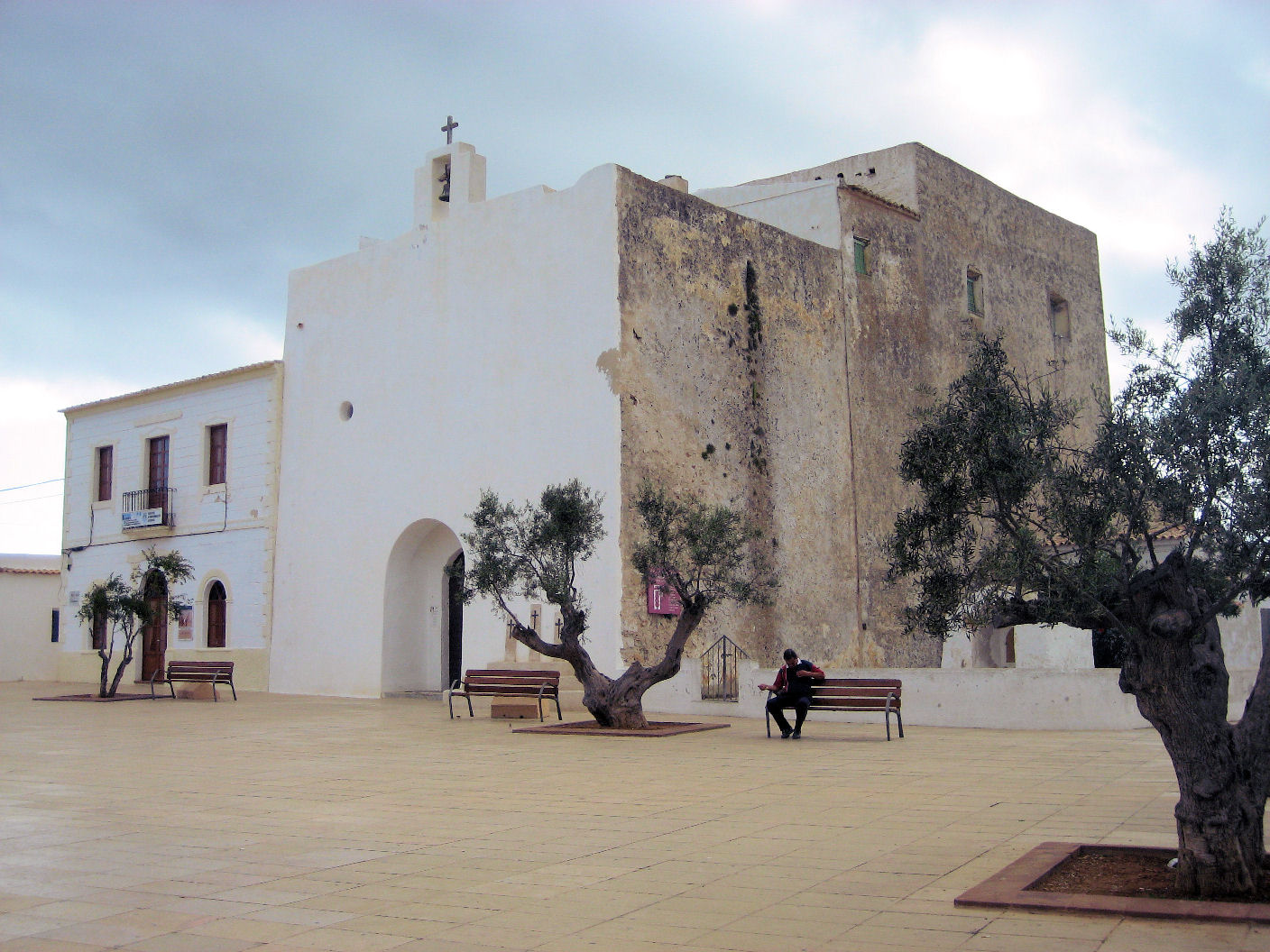
Iglesia de San Francisco Javier

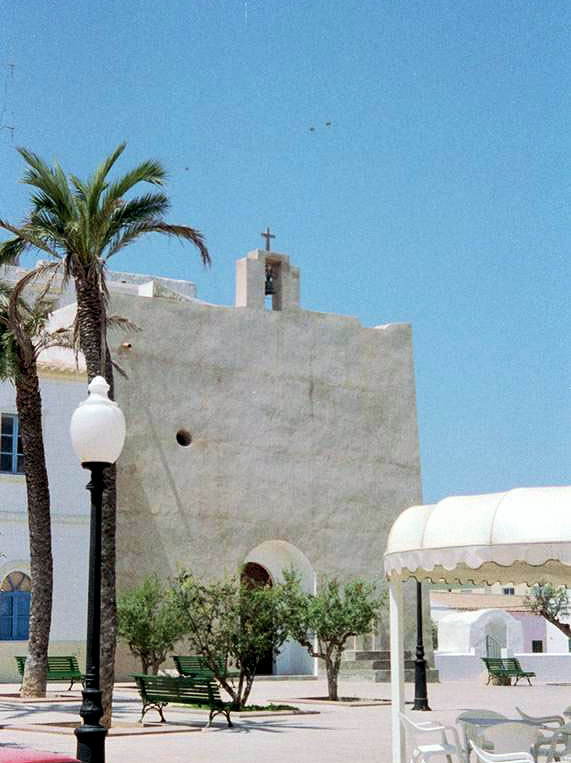
La iglesia de San Francisco Javier antes de ser pintada

## Arquitectura
La iglesia tiene elementos arquitectónicos propios de las fortalezas como muros ciegos, altos y gruesos, una puerta ferrada y protegida por una buhera (también llamada buhonera o buhereda). horadada por encima hacia su derecha, una cubierta con bóveda de cañón para soportar el fuego de la artillería enemiga. Es, con todo, una iglesia similar a otras primitivas iglesias rurales de Ibiza.
Se ha repuesto mayoría de imágenes ya que las más antiguas se perdieron durante la Guerra Civil. Junto a la iglesia hay un brocal de la cisterna de aguas pluviales y pequeño cementerio, en la parte posterior, restaurado y habilitado para las visitas.

## Historia
A comienzos del siglo XVIII, durante la reforestación de la isla había una capilla dedicada a San Valerio que resultaba insuficiente para la población de entonces y se decidió construir otra más grande. Por entonces, los piratas berberiscos estaban asentados en una parte de la isla sirviendo de base de operaciones para llevar a cabo saqueos a la isla de Ibiza y al litoral peninsular, por lo que se edificó también como elemento de defensa en caso de ataque. La construcción del edificio empezó en 1726 y acabó el 1738.
Durante la construcción del templo al mismo santo levantado en Pamplona hacia 1951, el arquitecto encargado del mismo, Miguel Gortari, recoge en una carta las siguientes notas sobre el edificio de Formentera: 
«Iglesia de San Francisco Javier, Formentera, construida en 1783, obra colectiva de un pueblo, cada domingo, al ir a misa los fieles, llevaban una piedra mientras duró su construcción».
El 29 de marzo de 1996 el Consejo Insular de Ibiza y Formentera declaró la iglesia bien de interés cultural en la categoría de conjuntos histórico-artísticos, publicándose oficialmente en BOE del 7 de junio de 1996.
El año 2004 la fachada fue pintada de blanco generando gran controversia.